# Centristes pour l'Europe
 (mars 2017).
Si vous disposez d'ouvrages ou d'articles de référence ou si vous connaissez des sites web de qualité traitant du thème abordé ici, merci de compléter l'article en donnant les références utiles à sa vérifiabilité et en les liant à la section « Notes et références ».
Les Centristes pour l'Europe (en italien : Centristi per l'Europa) est un mouvement politique italien fondé le 11 février 2017 à Rome et dirigé par Gianpiero D'Alia. Il est soutenu par le ministre Gian Luca Galletti et par Pier Ferdinando Casini. Bien qu'il ne se présente pas ainsi, c'est une scission de l'Union de centre, en décembre 2016, avec pour nom initial Centristes pour l'Italie (en italien : Centristi per l'Italia.